# Den heliga stora martyren Barbaras kapell
Den heliga stora martyren Barbaras kapell (ryska: Часовня Святой великомученицы Варвары/Chasovnјa Svјatoј velikomucenica Varvari) är ett ryskt gammal-ortodoxt kapell beläget vid Tkatskajagatan 2, i staden Ulan-Ude i delrepubliken Burjatien, i sydöstra Ryssland. 
Kapellet är helgat åt helgonet Barbara och tillhör Sibiriens stift i den Ryska gammal-ortodoxa kyrkan.

## Historia
Innan kapellet uppfördes var det tänkt att en större kyrkobyggnad tillägnat Jesu födelse skulle ha stått på samma plats, men det blev inte så.
Kapellet uppfördes mellan 1999 och 2001. Det invigdes den 14 augusti 2001 av Ryska gammal-ortodoxa kyrkans patriark Aleksander av Moskva.

## Inventarier
- Under invigningen fick kapellet en ikon som föreställer Barbara.[1]
- På kapellets altare finns en altarduk med en relik från Barbara.

## Övrigt
Kapellets dag är den 4 december.